# Trentepohlia ugandae
Trentepohlia ugandae är en tvåvingeart som beskrevs av Alexander 1920. Trentepohlia ugandae ingår i släktet Trentepohlia och familjen småharkrankar.
Artens utbredningsområde är Uganda. Inga underarter finns listade i Catalogue of Life.